# V.Premier League 2012-2013 (maschile)
La V.Premier League 2012-2013, 46ª edizione della massima serie del campionato giapponese maschile di pallavolo, si è svolta dal 3 novembre 2012 al 14 aprile 2013: al torneo hanno partecipato 8 squadre di club giapponesi e la vittoria finale è andata per la diciassettesima volta ai Sakai Blazers.

## Regolamento

### Formula
La formula ha previsto:
- Regular season, che prevede quattro round-robin, per un totale di ventotto incontri per squadra: le prime quattro classificate hanno avuto accesso ai play-off scudetto e le ultime due classificate hanno avuto accesso al Challenge match.
- Play-off scudetto, disputati con:
  - Semifinale, che prevede un round-robin; le prime due classificate hanno avuto accesso alla finale scudetto, la terza e la quarta classificata hanno avuto accesso alla finale per il terzo posto.
  - Finale scudetto, giocata in gara unica.
  - Finale per il terzo posto, giocata in gara unica.
- Challenge Match, che prevede incontri di andata e ritorno tra la nona e la decima classificata di V.Premier League e le prime due classificate di V.Challenge League, abbinate con il metodo della serpentina.

### Criteri di classifica
L'ordine del posizionamento in classifica è stato definito in base a:
- Ratio delle partite vinte/perse;
- Ratio dei set vinti/persi;
- Ratio dei punti realizzati/subiti.

## Squadre Partecipanti
Al campionato di V.Premier League 2012-2013 partecipano 8 squadre di club giapponesi.
| Club               | Stagione | Città     | Impianto                            | Stagione precedente      |
| ------------------ | -------- | --------- | ----------------------------------- | ------------------------ |
| FC Tokyo           | dettagli | Tokyo     | Tokyo Gas Gymnasium                 | 5ª in V.Premier League   |
| JT Thunders        | dettagli | Hiroshima | Nekoda Memorial Gymnasium           | 7ª in V.Premier League   |
| Oita Weisse Adler  | dettagli | Ōita      | Daihatsu Kyushu Arena               | 1ª in V.Challenge League |
| Panasonic Panthers | dettagli | Hirakata  | Panasonic Arena                     | Campioni del Giappone    |
| Sakai Blazers      | dettagli | Sakai     | Kanaoka Park Gymnasium              | 4ª in V.Premier League   |
| Suntory Sunbirds   | dettagli | Minō      | Suntory Training Center             | 3ª in V.Premier League   |
| Toray Arrows       | dettagli | Mishima   | Mishima Citizen Gymnasium           | 2ª in V.Premier League   |
| Toyoda Trefuerza   | dettagli | Inazawa   | Toyoda Trefuerza Memorial Gymnasium | 6ª in V.Premier League   |

## Tornei

### Regular season

#### Risultati
| Primo girone |                                         |     |                                   |
|              |                                         |     |                                   |
| 03-11        | Toray Arrows - Oita Weisse Adler        | 3-2 | 27-29, 23-25, 25-21, 25-14, 15-13 |
| 03-11        | FC Tokyo - Toyoda Trefuerza             | 1-3 | 25-18, 19-25, 12-25, 22-25        |
| 03-11        | Panasonic Panthers - Suntory Sunbirds   | 2-3 | 25-22, 25-27, 25-17, 22-25, 12-15 |
| 03-11        | JT Thunders - Sakai Blazers             | 1-3 | 21-25, 25-21, 22-25, 22-25        |
| 04-11        | Panasonics Panthers - Oita Weisse Adler | 3-0 | 24-26, 27-25, 25-21               |
| 04-11        | JT Thunders - FC Tokyo                  | 0-3 | 20-25, 17-25, 23-25               |
| 04-11        | Toray Arrows - Suntory Sunbirds         | 3-0 | 25-22, 25-12, 25-23               |
| 04-11        | Toyoda Trefuerza - Sakai Blazers        | 3-0 | 25-19, 25-19, 25-19               |
| 10-11        | Toray Arrows - Panasonic Panthers       | 1-3 | 18-25, 22-25, 25-20, 14-25        |
| 10-11        | FC Tokyo - Oita Weisse Adler            | 3-2 | 22-25, 25-18, 25-20, 20-25, 15-10 |
| 10-11        | Sakai Blazers - Suntory Sunbirds        | 3-1 | 25-22, 25-21, 25-27, 25-20        |
| 10-11        | Toyoda Trefuerza - JT Thunders          | 3-1 | 25-18, 25-23, 22-25, 25-21        |
| 11-11        | Panasonic Panthers - JT Thunders        | 3-1 | 19-25, 25-18, 25-20, 25-19        |
| 11-11        | Suntory Sunbirds - Oita Weisse Adler    | 3-0 | 25-21, 25-18, 25-18               |
| 11-11        | Sakai Blazers - FC Tokyo                | 3-0 | 25-18, 25-19, 25-18               |
| 11-11        | Toyoda Trefuerza - Toray Arrows         | 3-1 | 28-26, 25-17, 22-25, 25-23        |
| 17-11        | JT Thunders - Toray Arrows              | 2-3 | 15-25, 25-20, 26-24, 27-29, 13-15 |
| 17-11        | Todoya Gosei - Panasonic Panthers       | 1-3 | 25-21, 22-25, 15-25, 23-25        |
| 17-11        | Suntory Sunbirds - FC Tokyo             | 3-0 | 25-14, 25-20, 25-20               |
| 17-11        | Sakai Blazers - Oita Weisse Adler       | 3-1 | 25-17, 26-28, 25-21, 25-19        |
| 18-11        | Sakai Blazers - Panasonic Panthers      | 3-2 | 25-18, 21-25, 20-25, 26-24, 15-10 |
| 18-11        | Suntory Sunbirds - JT Thunders          | 3-0 | 27-25, 25-23, 25-22               |
| 18-11        | Oita Weisse Adler - Toyoda Trefuerza    | 0-3 | 22-25, 17-25, 12-25               |
| 18-11        | FC Tokyo - Toray Arrows                 | 3-1 | 25-13, 26-24, 17-25, 25-16        |
| 01-12        | FC Tokyo - Panasonic Panthers           | 1-3 | 15-25, 25-22, 19-25, 19-25        |
| 01-12        | Toyoda Trefuerza - Suntory Sunbirds     | 0-3 | 21-25, 19-25, 21-25               |
| 01-12        | JT Thunders - Oita Weisse Adler         | 1-3 | 28-26, 19-25, 17-25, 23-25        |
| 01-12        | Sakai Blazers - Toray Arrows            | 0-3 | 20-25, 23-25, 23-25               |

| Secondo girone |                                        |     |                                   |
|                |                                        |     |                                   |
| 02-12          | Toray Arrows - Panasonic Panthers      | 3-1 | 25-21. 14-25, 25-22, 25-20        |
| 02-12          | Toyoda Trefuerza - JT Thunders         | 0-3 | 22-25, 19-25, 17-25               |
| 02-12          | Sakai Blazers - FC Tokyo               | 3-0 | 25-10, 27-25, 25-16               |
| 02-12          | Suntory Sunbirs - Oita Weisse Adler    | 3-0 | 25-17, 25-21, 26-24               |
| 08-12          | Toyoda Trefuerza - Panasonic Panthers  | 0-3 | 19-25, 20-25, 22-25               |
| 08-12          | Suntory Sunbirds - FC Tokyo            | 3-0 | 25-23, 25-16, 25-23               |
| 08-12          | Sakai Blazers - Oita Weisse Adler      | 3-2 | 25-22, 20-25, 16-25, 25-21, 15-12 |
| 08-12          | Toray Arrows - JT Thunders             | 0-3 | 17-25, 22-25, 27-29               |
| 09-12          | Toyoda Trefuerza - Suntory Sunbirds    | 2-3 | 24-26, 17-25, 25-23, 25-20, 13-15 |
| 09-12          | Panasonic Panthers - FC Tokyo          | 3-1 | 25-20, 27-25, 23-25, 25-16        |
| 09-12          | JT Thunders - Oita Weisse Adler        | 3-1 | 25-19, 25-20, 19-25, 25-20        |
| 09-12          | Toray Arrows - Sakai Blazers           | 3-0 | 25-22, 25-19, 25-18               |
| 12-01          | Panasonic Panthers - Oita Weisse Adler | 3-2 | 23-25, 24-26, 26-24, 25-19, 15-11 |
| 12-01          | JT Thunders - FC Tokyo                 | 2-3 | 21-25, 17-25, 25-21, 25-20, 13-15 |
| 12-01          | Toray Arrows - Suntory Sunbirds        | 0-3 | 17-25, 25-27, 25-27               |
| 12-01          | Sakai Blazers - Toyoda Trefuerza       | 3-0 | 25-22, 25-22, 25-22               |
| 13-01          | FC Tokyo - Oita Weisse Adler           | 2-3 | 16-25, 25-22, 25-22, 16-25, 12-15 |
| 13-01          | JT Thunders - Panasonic Panthers       | 0-3 | 17-25, 23-25, 16-25               |
| 13-01          | Toray Arrows - Toyoda Trefuerza        | 3-1 | 25-18, 25-23, 24-26, 25-18        |
| 13-01          | Suntory Sunbirds - Sakai Blazers       | 3-2 | 20-25, 22-25, 25-19, 25-20, 15-12 |
| 19-01          | Sakai Blazers - JT Thunders            | 3-0 | 25-23, 25-15, 25-17               |
| 19-01          | Suntory Sanbirds - Panasonic Panthers  | 3-0 | 25-16, 25-23, 25-20               |
| 19-01          | Oita Weisse Adler - Toray Arrows       | 1-3 | 20-25, 22-25, 29-27, 23-25        |
| 19-01          | FC Tokyo - Toyoda Trefuerza            | 3-1 | 25-21, 25-15, 19-25, 25-21        |
| 20-01          | Panasonic Panthers - Sakai Blazers     | 0-3 | 20-25, 23-25, 24-26               |
| 20-01          | Suntory Sunbirds - JT Thunders         | 3-1 | 25-19, 18-25, 25-23, 25-20        |
| 20-01          | Oita Weisse Adler - Toyoda Trefuerza   | 0-3 | 21-25, 15-25, 21-25               |
| 20-01          | Toray Arrows - FC Tokyo                | 3-0 | 25-13, 25-14, 25-21               |

| Terzo girone |                                        |     |                                   |
|              |                                        |     |                                   |
| 26-01        | FC Tokyo - Toyoda Trefuerza            | 0-3 | 19-25, 22-25, 22-25               |
| 26-01        | JT Thunders - Oita Weisse Adler        | 1-3 | 22-25, 25-18, 23-25, 24-26        |
| 26-01        | Toray Arrows - Sakai Blazers           | 3-1 | 25-22, 26-24, 23-25, 25-19        |
| 26-01        | Panasonic Panthers - Suntory Sunbirds  | 1-3 | 20-25, 21-25, 25-20, 30-32        |
| 27-01        | FC Tokyo - JT Thunders                 | 2-3 | 25-21, 25-14, 20-25, 18-25, 10-15 |
| 27-01        | Toyoda Trefuerza - Oita Weisse Adler   | 0-3 | 23-25, 20-25, 23-25               |
| 27-01        | Toray Arrows - Suntory Sunbirds        | 0-3 | 23-25, 22-25, 22-25               |
| 27-01        | Panasonic Panthers - Sakai Blazers     | 3-0 | 26-24, 25-19, 25-19               |
| 02-02        | Panasonic Panthers - FC Tokyo          | 1-3 | 22-25, 25-23, 19-25, 36-38        |
| 02-02        | Toray Arrows - Oita Weisse Adler       | 3-1 | 23-25, 25-20, 25-19, 25-22        |
| 02-02        | Sakai Blazers - JT Thunders            | 1-3 | 25-23, 19-25, 22-25, 23-25        |
| 02-02        | Suntory Sunbirds - Toyoda Trefuerza    | 3-0 | 28-26, 25-16, 25-22               |
| 03-02        | Panasonic Panthers - Toray Arrows      | 3-0 | 25-21, 25-23, 25-20               |
| 03-02        | FC Tokyo - Oita Weisse Adler           | 0-3 | 20-25, 27-29, 25-27               |
| 03-02        | Sakai Blazers - Suntory Sunbirds       | 0-3 | 23-25, 21-25, 20-25               |
| 03-02        | Toyoda Trefuerza - JT Thunders         | 3-2 | 20-25, 26-28, 25-22, 25-22, 15-8  |
| 16-02        | Suntory Sunbirds - JT Thunders         | 3-0 | 25-19, 25-19, 25-23               |
| 16-02        | FC Tokyo - Toray Arrows                | 1-3 | 23-25, 22-25, 25-22, 22-25        |
| 16-02        | Toyoda Trefuerza - Sakai Blazers       | 0-3 | 22-25, 19-25, 26-28               |
| 16-02        | Panasonic Panthers - Oita Weisse Adler | 3-0 | 25-18, 26-24, 25-20               |
| 17-02        | Toray Arrows - JT Thunders             | 3-1 | 24-26, 25-21, 25-21, 25-20        |
| 17-02        | FC Tokyo - Suntory Sunbirds            | 1-3 | 14-25, 25-23, 16-25, 18-25        |
| 17-02        | Toyoda Trefuerza - Panasonic Panthers  | 1-3 | 16-25, 17-25, 25-21, 22-25        |
| 17-02        | Sakai Blazers - Oita Weisse Adler      | 3-1 | 25-17, 25-21, 33-35, 25-22        |
| 23-02        | Toyoda Trefuerza - Toray Arrows        | 2-3 | 25-19, 17-25, 20-25, 25-22, 12-15 |
| 23-02        | Sakai Blazers - FC Tokyo               | 3-1 | 25-17, 25-15, 19-25, 25-17        |
| 23-02        | Suntory Sunbirds - Oita Weisse Adler   | 3-1 | 23-25, 25-21, 25-21, 25-16        |
| 23-02        | Panasonic Panthers - JT Thunders       | 3-0 | 25-21, 25-17, 25-17               |

| Quarto girone |                                        |     |                                   |
|               |                                        |     |                                   |
| 24-02         | Toyoda Trefuerza - Sakai Blazers       | 3-1 | 25-23, 25-20, 16-25, 25-21        |
| 24-02         | Toray Arrows - FC Tokyo                | 3-0 | 25-16, 25-20, 25-21               |
| 24-02         | Suntory Sunbirds - JT Thunders         | 1-3 | 18-25, 25-19, 20-25, 18-25        |
| 24-02         | Panasonic Panthers - Oita Weisse Adler | 3-1 | 20-25, 25-18, 25-16, 25-23        |
| 01-03         | FC Tokyo - Toyoda Trefuerza            | 1-3 | 20-25, 25-21, 25-27, 22-25        |
| 01-03         | Panasonic Panthers - Suntory Sunbirds  | 0-3 | 17-25, 26-28, 15-25               |
| 01-03         | Sakai Blazers - Oita Weisse Adler      | 3-2 | 28-26, 22-25, 25-23, 19-25, 15-7  |
| 01-03         | JT Thunders - Toray Arrows             | 3-2 | 25-21, 25-14, 16-25, 22-25, 15-12 |
| 03-03         | Suntory Sunbirds - FC Tokyo            | 3-0 | 25-23, 25-21, 25-21               |
| 03-03         | Panasonic Panthers - Toyoda Trefuerza  | 3-0 | 29-27, 25-17, 25-20               |
| 03-03         | Toray Arrows - Sakai Blazers           | 0-3 | 25-27, 23-25, 23-25               |
| 03-03         | JT Thunders - Oita Weisse Adler        | 3-2 | 25-23, 22-25, 21-25, 25-21, 15-12 |
| 09-03         | FC Tokyo - JT Thunders                 | 3-0 | 25-22, 25-16, 25-23               |
| 09-03         | Panasonic Panthers - Sakai Blazers     | 3-0 | 25-21, 25-21, 25-20               |
| 09-03         | Toyoda Trefuerza - Oita Weisse Adler   | 3-0 | 25-19, 25-18, 25-22               |
| 09-03         | Toray Arrows - Suntory Sunbirds        | 3-2 | 22-25, 26-24, 19-25, 27-25, 15-12 |
| 10-03         | Panasonic Panthers - FC Tokyo          | 3-0 | 25-17, 25-21, 25-22               |
| 10-03         | Sakai Blazers - JT Thunders            | 3-0 | 25-19, 25-23, 25-19               |
| 10-03         | Suntory Sunbirds - Toyoda Trefuerza    | 3-1 | 25-23, 25-20, 20-25, 25-20        |
| 10-03         | Toray Arrows - Oita Weisse Adler       | 3-0 | 25-23, 25-17, 25-18               |
| 16-03         | Toyoda Trefuerza - JT Thunders         | 1-3 | 25-16, 17-25, 19-25, 22-25        |
| 16-03         | Panasonic Panthers - Toray Arrows      | 3-0 | 25-23, 25-19, 27-25               |
| 16-03         | Suntory Sunbirds - Sakai Blazers       | 3-1 | 25-23, 30-32, 29-27, 25-22        |
| 16-03         | FC Tokyo - Oita Weisse Adler           | 3-0 | 25-23, 25-19, 25-23               |
| 17-03         | Toray Arrows - Toyoda Trefuerza        | 1-3 | 22-25, 25-23, 22-25, 18-25        |
| 17-03         | Panasonic Panthers - JT Thunders       | 3-1 | 25-15, 26-24, 22-25, 25-22        |
| 17-03         | Suntory Sunbirds - Oita Weisse Adler   | 3-1 | 34-32, 25-18, 23-25, 25-21        |
| 17-03         | Sakai Blazers - FC Tokyo               | 3-0 | 25-22, 25-22, 25-22               |

#### Classifica
| Pos. | Squadra            | Ratio | G  | V  | P  | SV | SP | Ratio | PF    | PS    | Ratio |
| ---- | ------------------ | ----- | -- | -- | -- | -- | -- | ----- | ----- | ----- | ----- |
| 1.   | Panasonic Panthers | 0,860 | 28 | 24 | 4  | 76 | 25 | 3,040 | 2 426 | 2 190 | 1,110 |
| 2.   | Suntory Sunbirds   | 0,710 | 28 | 20 | 8  | 67 | 34 | 1,970 | 2 401 | 2 190 | 1,100 |
| 3.   | Sakai Blazers      | 0,610 | 28 | 17 | 11 | 57 | 44 | 1,300 | 2 342 | 2 261 | 1,040 |
| 4.   | Toray Arrows       | 0,610 | 28 | 17 | 11 | 57 | 48 | 1,190 | 2 410 | 2 337 | 1,030 |
| 5.   | Toyoda Trefuerza   | 0,430 | 28 | 12 | 16 | 46 | 56 | 0,820 | 2 276 | 2 312 | 0,980 |
| 6.   | JT Thunders        | 0,320 | 28 | 9  | 19 | 41 | 67 | 0,610 | 2 334 | 2 466 | 0,950 |
| 7.   | FC Tokyo           | 0,290 | 28 | 8  | 20 | 35 | 67 | 0,520 | 2 154 | 2 366 | 0,910 |
| 8.   | Oita Weisse Adler  | 0,180 | 28 | 5  | 23 | 35 | 73 | 0,480 | 2 328 | 2 549 | 0,910 |

      Qualificate ai play-off scudetto
      Al Challenge Match.

### Play-off scudetto

#### Semifinali

##### Risultati
| Gara 1 |                                    |     |                                   |
|        |                                    |     |                                   |
| 29-03  | Sakai Blazers - Panasonic Panthers | 3-2 | 25-21, 31-33, 25-19, 20-25, 15-13 |
| 29-03  | Toray Arrows - Suntory Sunbirds    | 3-2 | 25-22, 25-22, 25-27, 23-25, 15-9  |

| Gara 3 |                                   |     |                            |
|        |                                   |     |                            |
| 31-03  | Toray Arrows - Panasonic Panthers | 1-3 | 22-25, 25-17, 23-25, 22-25 |
| 31-03  | Suntory Sunbirds - Sakai Blazers  | 0-3 | 21-25, 23-25, 18-25        |

| Gara 2 |                                       |     |                                  |
|        |                                       |     |                                  |
| 30-03  | Toray Arrows - Sakai Blazers          | 3-2 | 25-21, 19-25, 17-25, 27-25, 15-9 |
| 30-03  | Panasonic Panthers - Suntory Sunbirds | 3-1 | 25-23, 20-25, 25-16, 25-19       |

##### Classifica
| Pos. | Squadra            | Ratio | G | V | P | SV | SP | Ratio | PF  | PS  | Ratio |
| ---- | ------------------ | ----- | - | - | - | -- | -- | ----- | --- | --- | ----- |
| 1.   | Panasonic Panthers | 0,670 | 3 | 2 | 1 | 8  | 5  | 1,600 | 298 | 291 | 1,020 |
| 2.   | Sakai Blazers      | 0,670 | 3 | 2 | 1 | 8  | 5  | 1,600 | 296 | 276 | 1,070 |
| 3.   | Toray Arrows       | 0,670 | 3 | 2 | 1 | 7  | 7  | 1,000 | 308 | 302 | 1,020 |
| 4.   | Suntory Sunbirds   | 0,000 | 3 | 0 | 3 | 3  | 9  | 0,330 | 250 | 283 | 0,880 |

      Qualificate alla finale play-off scudetto
      Qualificate alla finale per il terzo posto

#### Finale scudetto
|  | Finale scudetto |                    |   |  |
|  |                 |                    |   |  |
|  | 1               | Sakai Blazers      | 3 |  |
|  | 2               | Panasonic Panthers | 1 |  |

| Finale scudetto |                                    |     |                            |
|                 |                                    |     |                            |
| 14-04           | Sakai Blazers - Panasonic Panthers | 3-1 | 21-25, 26-24, 25-20, 25-19 |

#### Finale 3º posto
|  | Finale 3º posto |                  |   |  |
|  |                 |                  |   |  |
|  | 3               | Toray Arrows     | 3 |  |
|  | 4               | Suntory Sunbirds | 0 |  |

| Finale 3º posto |                                 |     |                     |
|                 |                                 |     |                     |
| 14-04           | Toray Arrows - Suntory Sunburds | 3-0 | 25-22, 26-24, 25-16 |

### Challenge match
|  | Finale |                 |   |   |   |  |
|  |        |                 |   |   |   |  |
|  | 7      | FC Tokyo        | 3 | 3 | 6 |  |
|  | 2CL    | Tsukuba SunGAIA | 2 | 1 | 3 |  |

|  | Finale |                   |   |   |   |  |
|  |        |                   |   |   |   |  |
|  | 8      | Oita Weisse Adler | 3 | 0 | 3 |  |
|  | 1CL    | JTEKT Stings      | 0 | 3 | 3 |  |

| Gara 1 |                                  |     |                                   |
|        |                                  |     |                                   |
| 06-04  | Oita Weisse Adler - JTEKT Stings | 3-0 | 25-23, 26-24, 25-18               |
| 06-04  | FC Tokyo - Tsukuba SunGAIA       | 3-2 | 24-26, 22-25, 25-18, 25-12, 16-14 |

| Gara 2 |                                  |     |                            |
|        |                                  |     |                            |
| 07-04  | Oita Weisse Adler - JTEKT Stings | 0-3 | 19-25, 14-25, 22-25        |
| 07-04  | FC Tokyo - Tsukuba SunGAIA       | 3-1 | 25-22, 22-25, 25-23, 25-22 |

## Classifica finale
| Pos                 | Squadra            | Qualificazione                    |
| ------------------- | ------------------ | --------------------------------- |
| Giappone (bandiera) | Sakai Blazers      | Campionato asiatico per club 2013 |
| 2                   | Panasonic Panthers |                                   |
| 3                   | Toray Arrows       |                                   |
| 4                   | Suntory Sunbirds   |                                   |
| 5                   | Toyoda Trefuerza   |                                   |
| 6                   | JT Thunders        |                                   |
| 7                   | FC Tokyo           |                                   |
| 8                   | Oita Weisse Adler  | V.Challenge League 2013-14        |

## Premi individuali
| Premio                     | Nome               | Squadra            |
| -------------------------- | ------------------ | ------------------ |
| MVP                        | Milan Pepić        | Sakai Blazers      |
| Miglior allenatore         | Shingo Sakai       | Sakai Blazers      |
| Miglior spirito combattivo | Shinji Kawamura    | Panasonic Panthers |
| Miglior realizzatore       | Milan Pepić        | Sakai Blazers      |
| Miglior attaccante         | Hirotaka Kon       | Toyoda Trefuerza   |
| Miglior muro               | Takaaki Tomimatsu  | Toray Arrows       |
| Miglior servizio           | João Paulo Tavares | Panasonic Panthers |
| Miglior ricevitore         | Takeshi Nagano     | Panasonic Panthers |
| Miglior difesa             | Yūta Yoneyama      | Toray Arrows       |
| Miglior libero             | Takeshi Nagano     | Panasonic Panthers |
| Miglior esordiente         | Shunsuke Chijiki   | Sakai Blazers      |
| Sestetto ideale            | Milan Pepić        | Sakai Blazers      |
| Sestetto ideale            | Kazuyoshi Yokota   | Sakai Blazers      |
| Sestetto ideale            | Shun Imamura       | Sakai Blazers      |
| Sestetto ideale            | Tatsuya Fukuzawa   | Panasonic Panthers |
| Sestetto ideale            | Yū Koshikawa       | Suntory Sunbirds   |
| Sestetto ideale            | Hirotaka Kon       | Toyoda Trefuerza   |
| Premio speciale            | Takahiro Yamamoto  | Panasonic Panthers |
| Premio speciale            | Daisuke Usami      | Panasonic Panthers |

## Statistiche
| Rendimento individuale | Rendimento individuale | Rendimento individuale | Rendimento individuale |
| Pos.                   | Nome                   | Punti                  | Squadra                |
| ---------------------- | ---------------------- | ---------------------- | ---------------------- |
| 1                      | Milan Pepić            | 743                    | Sakai Blazers          |
| 2                      | Dejan Bojović          | 608                    | Toray Arrows           |
| 3                      | Michael Chemos         | 586                    | Oita Weisse Adler      |
| 4                      | Wallace Martins        | 571                    | Suntory Sunbirds       |
| 5                      | Tatsuya Fukuzawa       | 562                    | Panasonic Panthers     |
| 6                      | Igor Omrčen            | 561                    | JT Thunders            |
| 7                      | Miroslav Gradinarov    | 542                    | FC Tokyo               |
| 8                      | Leonardo Mello         | 532                    | Toyoda Trefuerza       |
| 9                      | Yū Koshikawa           | 422                    | Suntory Sunbirds       |
| 10                     | Kazuto Takahashi       | 420                    | Oita Weisse Adler      |

| Attacchi vincenti | Attacchi vincenti   | Attacchi vincenti | Attacchi vincenti  |
| Pos.              | Nome                | Punti             | Squadra            |
| ----------------- | ------------------- | ----------------- | ------------------ |
| 1                 | Milan Pepić         | 625               | Sakai Blazers      |
| 2                 | Michael Chemos      | 540               | Oita Weisse Adler  |
| 3                 | Dejan Bojović       | 535               | Toray Arrows       |
| 4                 | Wallace Martins     | 503               | Suntory Sunbirds   |
| 5                 | Tatsuya Fukuzawa    | 493               | Panasonic Panthers |
| 6                 | Igor Omrčen         | 488               | JT Thunders        |
| 7                 | Leonardo Mello      | 471               | Toyoda Trefuerza   |
| 8                 | Miroslav Gradinarov | 469               | FC Tokyo           |
| 9                 | Kazuto Takahashi    | 353               | Oita Weisse Adler  |
| 10                | João Paulo Tavares  | 347               | Panasonic Panthers |

| Muri vincenti | Muri vincenti       | Muri vincenti | Muri vincenti      |
| Pos.          | Nome                | Punti         | Squadra            |
| ------------- | ------------------- | ------------- | ------------------ |
| 1             | Kenji Shirasawa     | 114           | Panasonic Panthers |
| 2             | Takaaki Tomimatsu   | 98            | Toray Arrows       |
| 3             | Kazuyoshi Yokota    | 83            | Sakai Blazers      |
| 4             | Kota Yamamura       | 82            | Suntory Sunbirds   |
| 5             | Milan Pepić         | 78            | Sakai Blazers      |
| 6             | Hirotaka Kon        | 72            | Toyoda Trefuerza   |
| 7             | Yoshifumi Suzuki    | 68            | Suntory Sunbirds   |
| 8             | Yoshihiko Matsumoto | 64            | Sakai Blazers      |
| 9             | Miroslav Gradinarov | 56            | FC Tokyo           |
| 10            | Dejan Bojović       | 55            | Toray Arrows       |
| 10            | Yūsuke Ishijima     | 55            | Sakai Blazers      |
| 10            | Ayumu Shinoda       | 55            | Toray Arrows       |

| Battute vincenti | Battute vincenti   | Battute vincenti | Battute vincenti   |
| Pos.             | Nome               | Punti            | Squadra            |
| ---------------- | ------------------ | ---------------- | ------------------ |
| 1                | Milan Pepić        | 40               | Sakai Blazers      |
| 2                | Yū Koshikawa       | 38               | Suntory Sunbirds   |
| 3                | Igor Omrčen        | 34               | JT Thunders        |
| 4                | João Paulo Tavares | 30               | Panasonic Panthers |
| 5                | Wallace Martins    | 28               | Suntory Sunbirds   |
| 6                | Kunihiro Shimizu   | 26               | Panasonic Panthers |
| 7                | Kazuto Takahashi   | 25               | Oita Weisse Adler  |
| 8                | Hirotaka Kon       | 21               | Toyoda Trefuerza   |
| 9                | Kazuki Maeda       | 20               | FC Tokyo           |
| 9                | Dai Tezuka         | 20               | FC Tokyo           |